# Kinbergonuphis simoni
Kinbergonuphis simoni är en ringmaskart som först beskrevs av Santos, Day och Rice 1981.  Kinbergonuphis simoni ingår i släktet Kinbergonuphis och familjen Onuphidae.
Artens utbredningsområde är Mexikanska golfen. Inga underarter finns listade i Catalogue of Life.